# Перковський Євгеній Едуардович
Євгеній Едуардович Перковський — український зоолог і палеонтолог, фахівець з викопного біорізноманіття у бурштинах і з сучасних жуків-лейодід, доктор біологічних наук (2002, 2021), старший науковий співробітник і куратор бурштинової колекції Інституту зоології імені І. І. Шмальгаузена НАН України. Лауреат Премії імені І. І. Шмальгаузена НАН України (2014). Автор понад 400 наукових праць, здебільшого у провідних міжнародних журналах. Автор розділу про рівненський бурштин у широко відомому довіднику «Biodiversity of fossils in amber from the major world deposits» (2010). Вперше для науки описав понад 300 нових для науки видів організмів, переважно викопних двокрилих, перетинчастокрилих та жорсткокрилих комах з покладів бурштинів різних частин світу. Є провідним в світі фахівцем з фауни рівненського бурштину.
Станом на 2024 рік має одні з найвищих наукометричних показників серед усіх зоологів і палеонтологів України: індекс Гірша 29 у Scopus (3928 цитувань, 320 документів) і 35 у Google Scholar (6449 цитувань).

## Життєпис

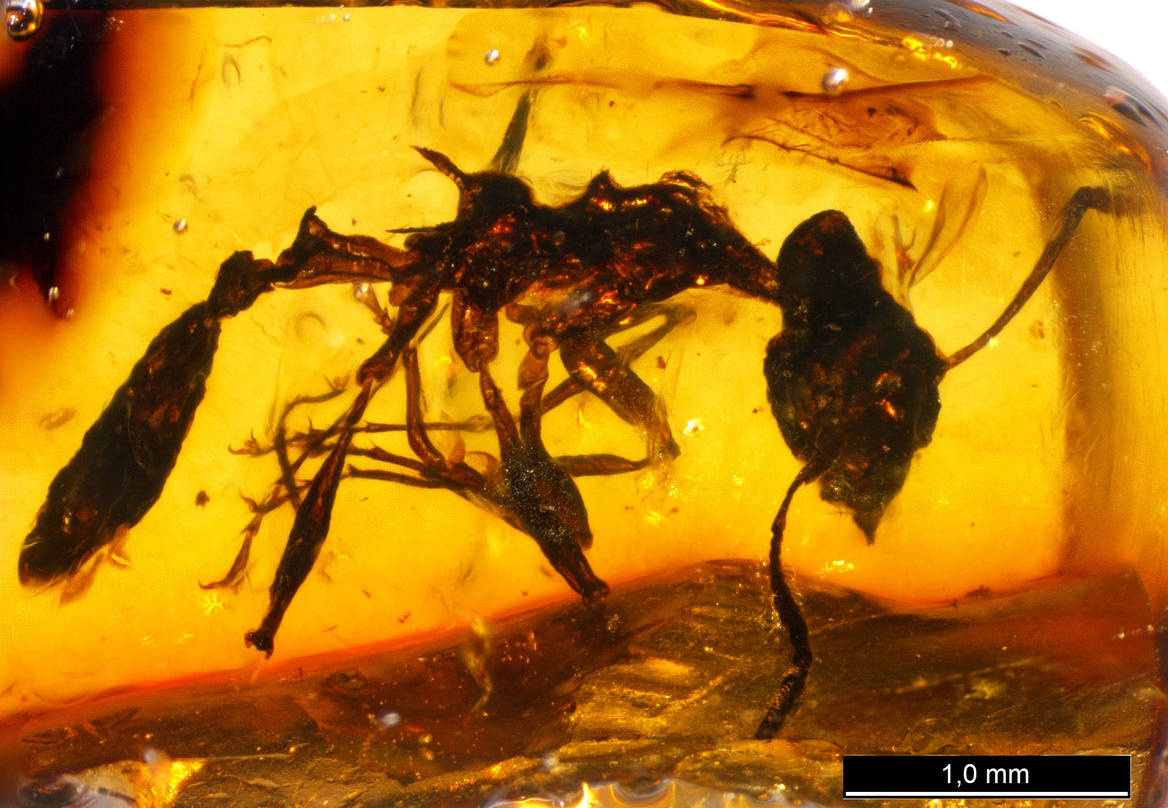
Викопна мурашка ' Radchenko & Perkovsky, 2016 в таймирському бурштині (крейдовий період), описана вперше для науки Є. Е. Перковським разом з О. Г. Радченком

У 1988 році закінчив біологічний факультет Київського університету. Протягом 1988—1991 років — аспірант Інституту зоології АН УРСР. У 1994 році захистив кандидатську дисертацію на тему «Жуки-лейодіди (Coleoptera, Leiodidae) України i Молдови» у вченій раді Інституту зоології. Протягом 1993—2000 років викладав у Міжнародному Соломоновому університеті. З 2000 — куратор бурштинової колекції Інституту зоології НАН України. У 2002 році захистив докторську дисертацію «Агиртидно-колонидная группа семейств стафилиноидов (Coleoptera: Agyrtidae, Leiodidae, Colonidae) мировой фауны: Систематика и филогения» в Інституті проблем екології і еволюції імені О. М. Сєверцова РАН. Після цього перейшов на вивчення викопних комах рівненського та балтійського бурштинів, а згодом і на інші групи з бурштину та поклади бурштину в інших частинах світу. У 2021 році диплом доктора наук Є. Е. Перковського було визнано в Україні.

## Деякі окремі описані нові для науки види

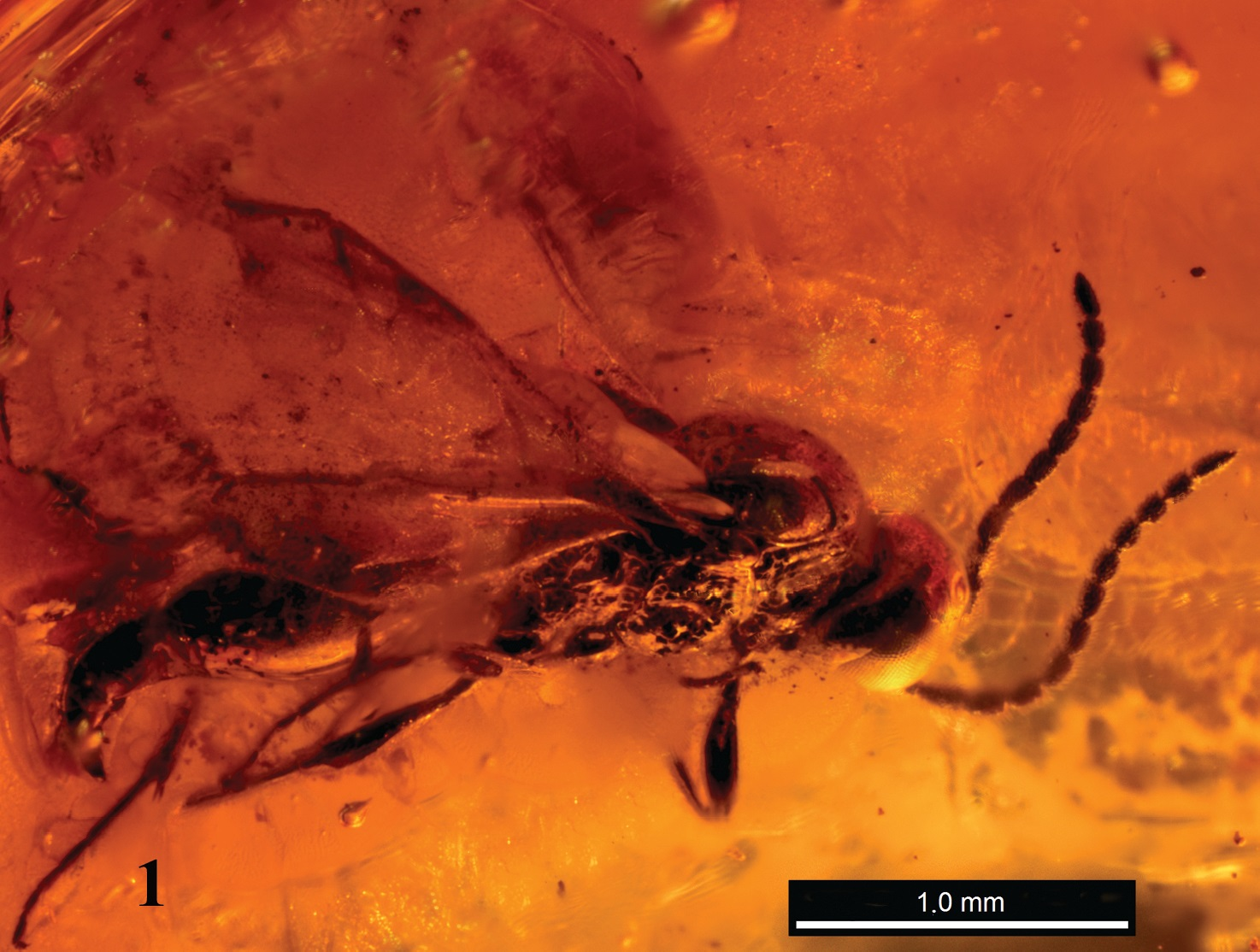
Викопна оса Disogmus rasnitsyni Kolyada & Perkovsky, 2011 в рівненському бурштині (еоцен), описана вперше для науки Є. Е. Перковським у співавторстві

- Rovnoecus klesovicus Antropov & Perkovsky, 2009 (Hymenoptera, Crabronidae) — рівненський бурштин
- Glipostena ponomarenkoi Odnosum & Perkovsky, 2009 (Coleoptera, Mordellidae) — рівненський бурштин
- Crepidodera decolorata Nadein & Perkovsky, 2010 (Coleoptera, Chrysomelidae) — рівненський бурштин
- Aphaenogaster dlusskyana[en] Radchenko & Perkovsky, 2016 (Hymenoptera, Formicidae) — таймирський бурштин
- Ugolyakia kaluginae Perkovsky & Sukhomlin, 2018 (Diptera, Simuliidae) — таймирський бурштин
- Archaeocercus schuvachinae Simutnik & Perkovsky, 2018 (Hymenoptera, Encyrtidae) — рівненський бурштин
- Eduardoxenus unicus Legalov, Nazarenko et Perkovsky, 2018 (Coleoptera, Anthribidae) — рівненський бурштин
- Frullania zerovii Mamontov, Ignatov & Perkovsky, 2018 (Jungermanniopsida, Frullaniaceae) — рівненський бурштин
- Balticopta gusakovi[en] Balashov & Perkovsky, 2020 (Gastropoda, Stylommatophora, Gastrocoptidae) — балтійський бурштин
- Euthema truncatellina[en] Balashov, Perkovsky & Vasilenko, 2020 (Gastropoda, Caenogastropoda, Diplommatinidae) — бірманський бурштин
- Telmatophilus sidorchukae Lyubarsky et Perkovsky, 2020 (Coleoptera, Cryptophagidae) — рівненський бурштин